# Буриде
Буриде (фр. Bourideys) насеље је и општина у југозападној Француској у региону Аквитанија, у департману Жиронда која припада префектури Лангон.
По подацима из 2011. године у општини је живело 91 становника, а густина насељености је износила 1,88 становника/km². Општина се простире на површини од 48,44 km². Налази се на средњој надморској висини од 30 метара (максималној 101 m, а минималној 62 m).

## Демографија
| 1962. | 1968. | 1975. | 1982. | 1990. | 1999. | 2011. |
| ----- | ----- | ----- | ----- | ----- | ----- | ----- |
| 66    | 86    | 73    | 76    | 99    | 84    | 91    |

График промене броја становника у току последњих година